# Граф Сомерсет
Граф Сомерсет (англ. Earl of Somerset) — дворянский титул, неоднократно создававшийся в системе пэрства Англии. Существует также титул «герцог Сомерсет». Кроме того, существовал титул маркиза Сомерсета, однако в парламент его носителя вызвали с титулом «маркиз Дорсет».

## История

Герб Уильяма Моэна, графа Сомерсета

Впервые титул был во время периода анархии 1135—1154 годов императрицей Матильдой для своего сторонника Уильяма де Моэна (Мойона). Точная дата присвоения титула неизвестна, но летом 1141 года Уильям засвидетельствовал одну из грамот Матильды как граф, при том что ещё за месяц или два до этого титула не носил. В «Деяниях Стефана» указывается, что Матильда в августе 1141 года создала для Уильяма титул графа Дорсета, однако в 1142 году Уильям упоминается как граф Сомерсет. Но уже к концу 1143 года он покинул Матильду и в итоге покинул Англию. Он умер в безвестности около 1145 года; его поместья наследовал старший сын Уильям, однако титул графа Сомерсета исчез.

Герб Джона Бофорта, 1-го графа Сомерсета

Второе создание титула связано с родом Бофортов — побочной ветви английского королевского рода Плантагенетов. 10 февраля 1397 года король Ричард II после легитимизации детей своего дяди, Джона Гонта, родившихся от связи с Екатериной Суинфорд и носивших фамилию Бофорт, присвоил старшему из сыновей, Джону Бофорту, титул графа Сомерсета. После расправы в том же году с лордами-апеллянтами, в которой помог ему новый граф, король присвоил ему ещё и титул маркиза Дорсета, однако после свержения Ричарда II в ноябре 1399 года новый король Генрих IV, единокровный брат Джона, отменил присвоение титула маркиза. В дальнейшем тот сохранял лояльность новому королю и стал ведущей фигурой при королевском дворе.

Герб Бофортов, графов и герцогов Сомерсет, с начала XV века

После смерти Джона в 1410 году титул графа Сомерсета последовательно носили трое его сыновей. Старший, Генри Бофорт, 2-й граф Сомерсет умер рано, не оставив детей. Следующие братья, Джон Бофорт, 3-й граф Сомерсет, и Эдмунд Бофорт, 4-й граф Сосмерсет, были заметными фигурами во время правления Генриха V и Генриха VI. Они участвовали в сражениях Столетней войны во Франции. В 1443 году Джон Бофорт, который провёл долгое время во французском плену, получил титул герцога Сомерсета, но уже в следующем году умер. Поскольку у него была только дочь, Маргарет Бофорт, которая в будущем станет матерью короля Генриха VII, герцогский титул угас, а титул графа Сомерсета унаследовал его брат Эдмунд, ранее получивший титулы сначала графа, а затем маркиза Дорсета. В 1448 году для него был восстановлен ещё и титул герцога Сомерсета.
В 1453 году герцога Сомерсета обвинили в государственной измене «из-за неправильного ведения войны с французами» и заключили в Тауэр. Хотя в конце 1454 года его выпустили, а в начале 1455 года реабилитировали, но 22 мая того же года Эдмунд Бофорт был убит в первой битве при Сент-Олбансе — первом сражении начавшейся войны Алой и Белой розы. Во время неё Бофорты оставались сторонниками короля Генриха VI. Наследовавший титулы графа и герцога Сомерсета Генри Бофорт, старший сын Эдмунда, ненавидел лидеров йоркистов и активно сражался против них. После того как в 1361 году власть в Англии перешла к Эдуарду IV, владения и титулы Генри Бофорта были конфискованы. В 1363 году он решил примириться с Эдуардом IV, ему было предоставлено помилование и возвращены владения и титулы. Но в 1464 году герцог Сомерсет вновь перешёл на сторону Ланкастеров. После поражения 15 мая в битве при Хексеме он попал в плен и был казнён. Его владения и титулы вновь были конфискованы. Его брат, Эдмунд Бофорт, бежал во Францию и нашёл пристанище при дворе герцога Бургундии Карла Смелого. Сторонники Ланкастеров признавали за ним титул герцога Сомерсета. После реставрации Генриха VI в 1471 году он вернулся в Англию, но 4 мая в битве при Тьюксбери армия Эдуарда IV разгромила армию, которою возглавлял Эдмунд, потерпла поражение. Его младший брат Джон был убит, а герцог Сомерсет укрылся в аббатстве. Однако Эдуард IV не мог позволить остаться в живых такому опасному противнику, ворвался в аббатство и захватил Эдмунда, после чего 6 мая казнил его. После этого наследников у Бофортов не осталось, а титулы графа и герцога Сомерсета угасли.

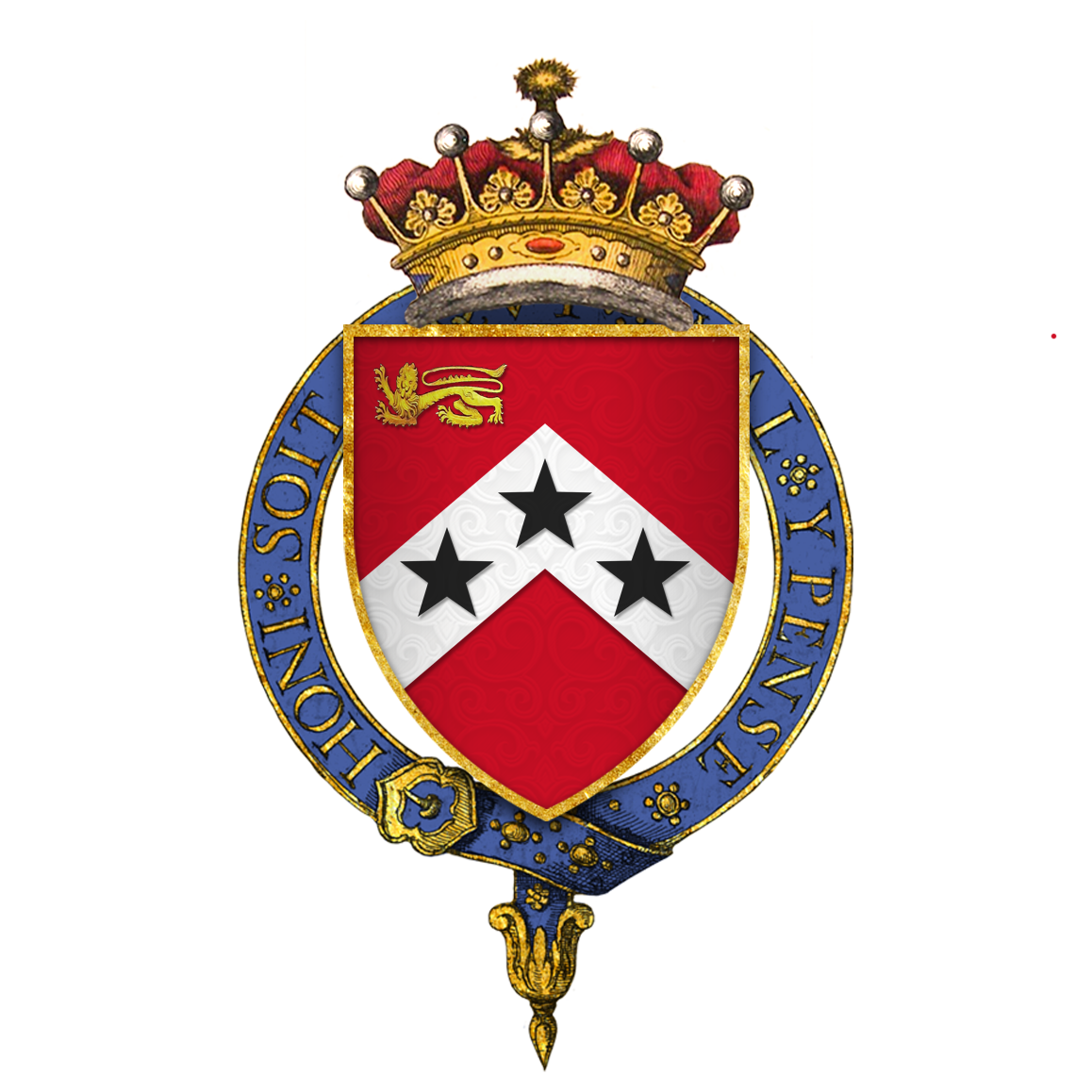
Герб Роберта Карра, графа Сомерсета и рыцаря ордена Подвязки

Третье и последнее присвоение титула графа Сомерсета относится к 4 ноября 1613 года, когда король Яков I воссоздал его для своего фаворита — Роберта Карра, виконта Рочестера. Граф имел огромное влияние на короля, пока в 1615 году не был отправлен в отставку. В 1616 году он вместе с женой обвинён в причастности к убийству Томаса Орвебери. Граф Сомерсет так и не признал себя виновным, хотя король умолял это сделать, обещая помиловать. В итоге его и графиню приговорили к смерти, король так и не приказал привести приговор исполнение. В 1622 году их освободили из Тауэра, а в 1624 году король помиловал Сомерсета. При этом с него потребовали обещание, что он никогда не будет присутствовать ни при дворе, ни в парламенте. Роберт Керр умер в июле 1645 года. Поскольку он оставил только дочь, титул графа Сомерсета угас.

## Графы Сомерсет

### Первая креация (1141)
- 1141 — до 1145: Уильям де Мойон (Моэн) (около 1090 — около 1145), граф Сомерсет с 1141 года[1].

### Вторая креация (1397)
- 1397—1410: Джон Бофорт (около 1373 — 16 марта 1410), 1-й граф Сомерсет с 1397 года, маркиз Сомерсет (Дорсет) в 1397—1399 годах[3].
- 1410—1418: Генри Бофорт (около 26 ноября 1401 — 25 сентября 1418), 2-й граф Сомерсет с 1410 года, сын предыдущего.
- 1418—1444: Джон Бофорт (25 марта 1404 — 27 мая 1444), 3-й граф Сомерсет с 1418 года, 1-й герцог Сомерсет и 1-й граф Кендал с 1443 года, брат предыдущего[4].
- 1444—1455: Эдмунд Бофорт (ок. 1406 — 22 мая 1455), граф Мортен в 1427—1449, 1-й граф Дорсет с 1442, 1-й маркиз Дорсет с 1443, 4-й граф Сомерсет с 1444, 2-й герцог Сомерсет с 1448, брат предыдущего[5].
- 1455—1461, 1463—1464: Генри Бофорт (26 января 1436 — 15 мая 1464), 5-й граф Сомерсет, 2-й граф и маркиз Дорсет, 3-й герцог Сомерсет в 1455—1461 и 1463—1464 годах, сын предыдущего[6].

### Третья креация (1613)
- 1613—1645: Роберт Карр (1685/1686 — июль 1645), виконт Рочестер с 1611 года, граф Сомерсет с 1613 года[8].